# هایم کتز
هایم کتز (انگلیسی: Haim Katz، عبری: חַיִּים כַּץ‎؛ زادهٔ ۲۱ دسامبر ۱۹۴۷) سیاست‌مدار اهل اسرائیل است. او در حال حاضر به عنوان وزیر گردشگری اسرائیل فعالیت می‌کند. کاتز از سال ۲۰۱۵ تا ۲۰۱۹ وزیر رفاه و امور اجتماعی  بود، در سال ۲۰۲۵ به عنوان وزیر امنیت ملی، وزیر میراث و وزیر توسعهٔ مناطق پیرامونی، نگب و جلیل خدمت کرد و بین سال‌های ۱۹۹۹ تا ۲۰۰۳ به عنوان عضو کنست از طرف حزب یک ملت و بین سال‌های ۲۰۰۳ تا ۲۰۲۳ از طرف حزب لیکود بود.